# Charles Ademeno
Charles Adesola Oludare Oluwatosi Ademeno (* 12. Dezember 1988 in Milton Keynes) ist ein ehemaliger englischer Fußballspieler. Der Stürmer bestritt zwischen 2006 und 2012 insgesamt 19 Partien (1 Tor) für Southend United und den AFC Wimbledon in den Spielklassen der Football League und war für eine Vielzahl von Vereinen im höherklassigen Non-League football aktiv.

## Karriere

### Karrierebeginn bei Southend United (2005–2009)
Ademeno kam im September 2005 als Testspieler zu Southend United und spielte zunächst im Reserveteam. Nach einer Reihe von Verletzungen im Profikader saß der temporeiche Stürmer mehrfach bei Partien des Profiteams auf der Ersatzbank und kam im Januar 2006 per Einwechslung bei einem 4:1-Heimsieg gegen den FC Brentford zu seinem Pflichtspieldebüt in der Football League One. Es blieb Ademenos einziger Saisoneinsatz, an dessen Ende Southend als Meister in die Football League Championship aufstieg.
In der Folge wurde Ademeno an niederklassige Klubs verliehen, um Spielpraxis zu sammeln. Einem Engagement beim Bishop’s Stortford FC in der Conference South zu Beginn der Saison 2006/07 folgte von Januar bis April 2007 ein Leihaufenthalt unter dem früheren Southend-Trainer Rob Newman in der Conference National bei Cambridge United. Dabei kam er zumeist als Einwechselspieler in sechs Ligapartien zum Einsatz und erzielte einen Treffer. Derweil hatte er im März 2007 bei Southend seinen ersten Profivertrag erhalten und kam am vorletzten Spieltag der Saison 2006/07, an dem Southend bereits als Absteiger feststand, zu einem weiteren Einsatz.
Nachdem sich Ademeno in der Saisonpause einer Knieoperation unterziehen musste, folgte im November 2007 zunächst ein zweimonatiger Leihaufenthalt bei Welling United in der Conference South, bevor er ab Februar 2008 an Rushden & Diamonds in die National Conference verliehen wurde. Das eigentlich bis Saisonende geplante Leihgeschäft wurde bereits Ende März nach acht Pflichtspieleinsätzen (1 Tor) beendet, da Ademeno von seinem Stammverein zurückbeordert worden war.
Auch in der Saison 2008/09 kam Ademeno bei Southend United nicht über die Rolle als Ergänzungsspieler hinaus. Zwar kam er zu Saisonbeginn zunächst im League Cup gegen Cheltenham Town zum Einsatz und stand wenig später im Drittligaspiel gegen den FC Millwall erstmals in der Startelf, anschließend reichte es aber nur im November noch zu zwei weiteren Einsätzen als Einwechselspieler. Ende November wurde er abermals verliehen, Ziel war dieses Mal mit dem FC Salisbury City erneut ein Klub aus der National Conference, im Gegenzug lieh Southend Liam Feeney von Salisbury aus. Zu Jahresbeginn kehrte er nochmals kurzzeitig zu Southend zurück, wurde aber Anfang Februar erneut von Salisbury ausgeliehen und verließ mit Ablauf seines Vertrags am Saisonende Southend United endgültig.

### Wanderjahre im unterklassigen Fußball (2009–2014)
Seine Karriere setzte Ademeno bei Crawley Town in der fünftklassigen National Conference fort, dort gehörte er im Saisonverlauf zumeist zur Stammmannschaft. Highlight seines einjährigen Aufenthalts wurde dabei das Auswärtsspiel im Dezember 2009 bei Grays Athletic, als er innerhalb der ersten sechs Spielminuten einen Hattrick erzielte. Mit elf Ligatreffern in 31 Einsätzen war Ademeno Crawleys erfolgreichster Torschütze und entschied sich in der Saisonpause gegen eine Vertragsverlängerung. Stattdessen schloss er sich dem aus der Football League Two abgestiegenen Ligakonkurrenten Grimsby Town an, der den direkten Wiederaufstieg anpeilte. Da Ademeno zum Zeitpunkt des Wechsels noch unter 24 Jahren alt war und sich die beiden Klubs nicht auf eine Entschädigungszahlung einigen konnten, legte ein Schiedsgericht der Football Association eine Summe von £10.000 für den Wechsel fest. Die Verantwortlichen von Crawley Town waren mit diesem Schiedsspruch äußerst unzufrieden, in der Presse wurden während der Saison regelmäßig weitaus höhere von Profiklubs gebotene Ablösesummen kolportiert.
Die Saison 2011/12 verlief sowohl für Ademeno als auch für Grimsby nicht erwartungsgemäß. Die Mannschaft platzierte sich lediglich im Mittelfeld der Tabelle, weit entfernt von den anvisierten Aufstiegsplätzen, und während seine Ex-Mannschaft Crawley als Meister den Aufstieg schaffte, absolvierte Ademeno im Saisonverlauf lediglich zwölf Ligapartien (2 Tore) und fiel zumeist verletzt aus. Dennoch gelang Ademeno zur Saison 2011/12 ebenfalls die Rückkehr in die Football League, der Aufsteiger AFC Wimbledon verpflichtete den Stürmer, nachdem er kurz zuvor seinen Vertrag bei Grimsby aufgelöst hatte. Ademeno gab sein Pflichtspieldebüt für Wimbledon zum Saisonauftakt im League Cup 2011/12 gegen seinen ehemaligen Klub Crawley Town (Endstand 2:3) und traf eine Woche später als Einwechselspieler beim ersten Football-League-Spiel in der Vereinsgeschichte gegen die Bristol Rovers (Endstand 2:3). Im weiteren Saisonverlauf plagten Ademeno erneut Verletzungsprobleme und nach 21 Pflichtspieleinsätzen, davon 15 als Einwechselspieler, und nur einem Saisontor wurde sein Vertragsverhältnis bei Wimbledon bereits im Januar 2012 wieder aufgelöst.
Im März 2012 schloss er sich dem in der Conference South spielenden Klub Eastbourne Borough an und spielte für den Verein auch zu Beginn der Saison 2012/13, bevor sich die Wege im Oktober 2012 wieder trennten. Ab November spielte Ademeno beim Ligakonkurrenten Salisbury City, für den er bis Saisonende in 21 Partien zwei Treffer erzielte. Am Finalspiel der Play-offs gegen Dover Athletic (Endstand 3:2 n. V.), das dem Klub den Aufstieg in die National Conference ermöglichte, wirkte er nicht mit. Seine letzte dokumentierte Saison verbrachte Ademeno 2013/14 beim FC Margate in der siebtklassigen Isthmian League, für den der Angreifer in 42 Pflichtspielen elf Tore erzielte (davon fünf in der Liga) und mit Saisonabschluss wieder verließ.